# بودجه پلیس را قطع کنید

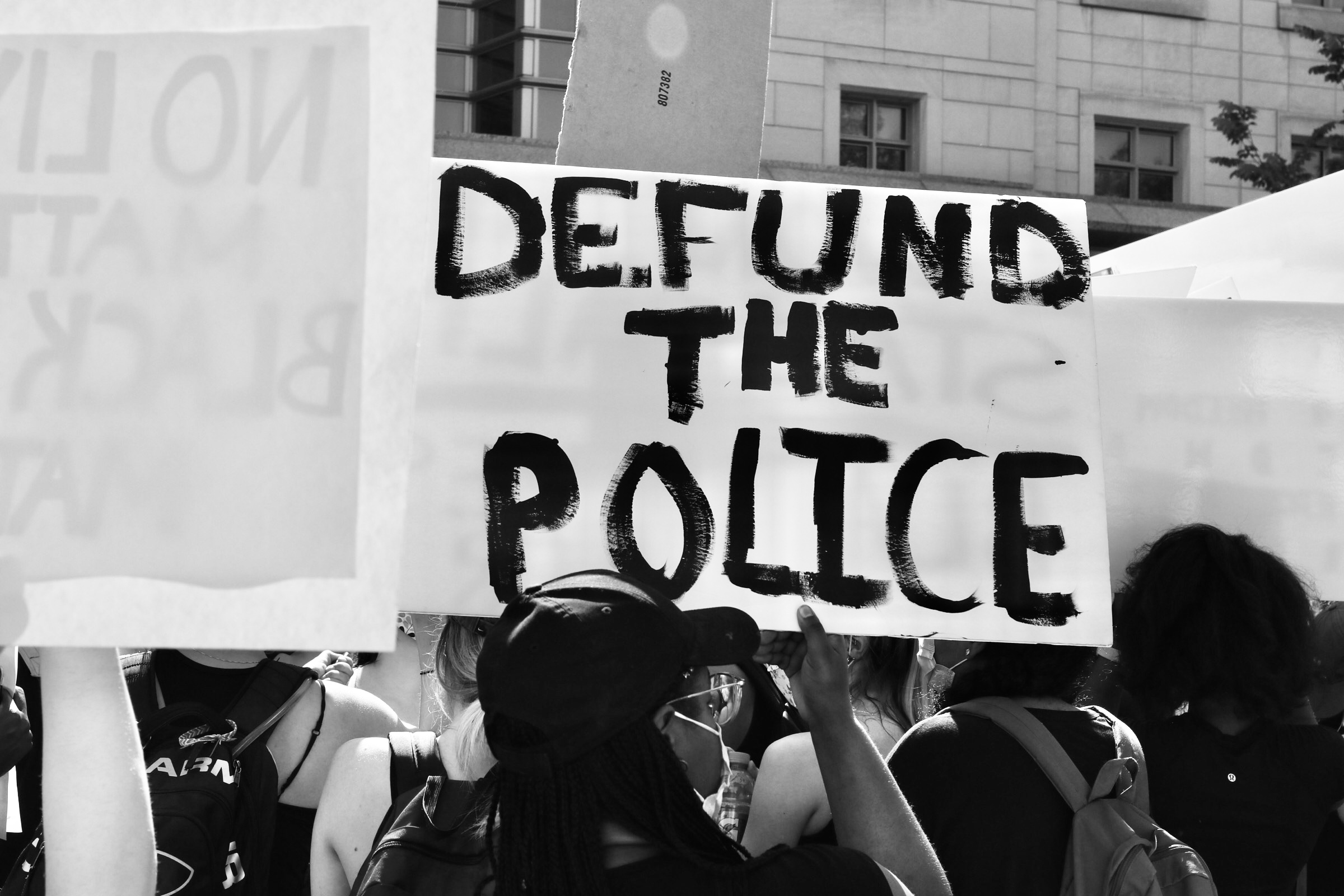
«بودجه پلیس را قطع کنید»، عبارتی که جان سیاه‌پوستان مهم است در جریان اعتراضات به کشته‌شدن جورج فلوید رواج داد

«بودجه پلیس را قطع کنید» شعاری است که از توقف تخصیص بودجه به ادارات پلیس و تخصیص مجدد آنها به اشکال غیر پلیسی ایمنی عمومی و حمایت اجتماعی، مانند خدمات اجتماعی، خدمات جوانان، مسکن، آموزش، مراقبت‌های بهداشتی و سایر منابع موجود در جوامع پشتیبانی می‌کند. فعالانی که از این عبارت استفاده می‌کنند ممکن است این کار را با اهداف مختلف انجام دهند. برخی به دنبال کاهش‌های اندک در بودجه پلیس هستند، در حالی که دیگران خواهان قطع کامل بودجه پلیس را به عنوان اقدامی برای الغای خدمات پلیسی معاصر مطرح می‌کنند. فعالانی که از قطع بودجه ادارات پلیس حمایت می‌کنند، معمولاً معتقدند که سرمایه‌گذاری در برنامه‌های اجتماعی می‌تواند بازدارندگی جرم بهتری را برای جوامع فراهم کند؛ بودجه در اینصورت برای پرداختن به مسائل اجتماعی مانند فقر، بی خانمانی و اختلالات روانی هزینه خواهد شد. هواداران الغای پلیس خواستار جایگزینی نیروهای پلیس موجود با سایر سیستم‌های ایمنی عمومی مانند مسکن، اشتغال، بهداشت اجتماع، آموزش و سایر برنامه‌ها هستند.
جان سیاهان اهمیت دارد، جنبش جان‌های سیاه و سایر فعالان از این عبارت برای درخواست کاهش بودجه پلیس و تفویض برخی اختیارات پلیس به سایر سازمانها استفاده کرده‌اند. در "بازسازی سیاه "، که برای اولین بار در سال ۱۹۳۵ منتشر شد، دابلیو ئی بی دو بویس در مورد "الغا-دموکراسی" نوشت، که طرفدار حذف نهادهایی بود که ریشه در اقدامات نژادپرستانه و سرکوبگرانه داشتند، از جمله زندان‌ها، اجاره دادن نیروی کار محکومین و نیروهای پلیس سفیدپوست. در دهه ۱۹۶۰، فعالانی مانند آنجلا دیویس طرفدار قطع بودجه یا الغای ادارات پلیس بودند. کتاب ۲۰۱۷ پایان پلیس از الکس ویتالا «... نوعی کتابچه راهنما برای جنبش قطع بودجه» خوانده شده‌است.
برخی از جامعه شناسان، جرم شناسان و روزنامه نگاران جنبه‌هایی از جنبش قطع بودجه پلیس را مورد انتقاد قرار داده‌اند. در ایالات متحده، سیاستمداران احزاب دموکرات و جمهوری‌خواه علیه قطع بودجه صحبت کرده‌اند، اگرچه جمهوری خواهان سعی کرده‌اند در مبارزات انتخاباتی دموکرات‌ها را به این جنبش پیوند بدهند. در میان عموم مردم ایالات متحده، مفهوم قطع بودجه چندان محبوب نیست.

## افکار عمومی

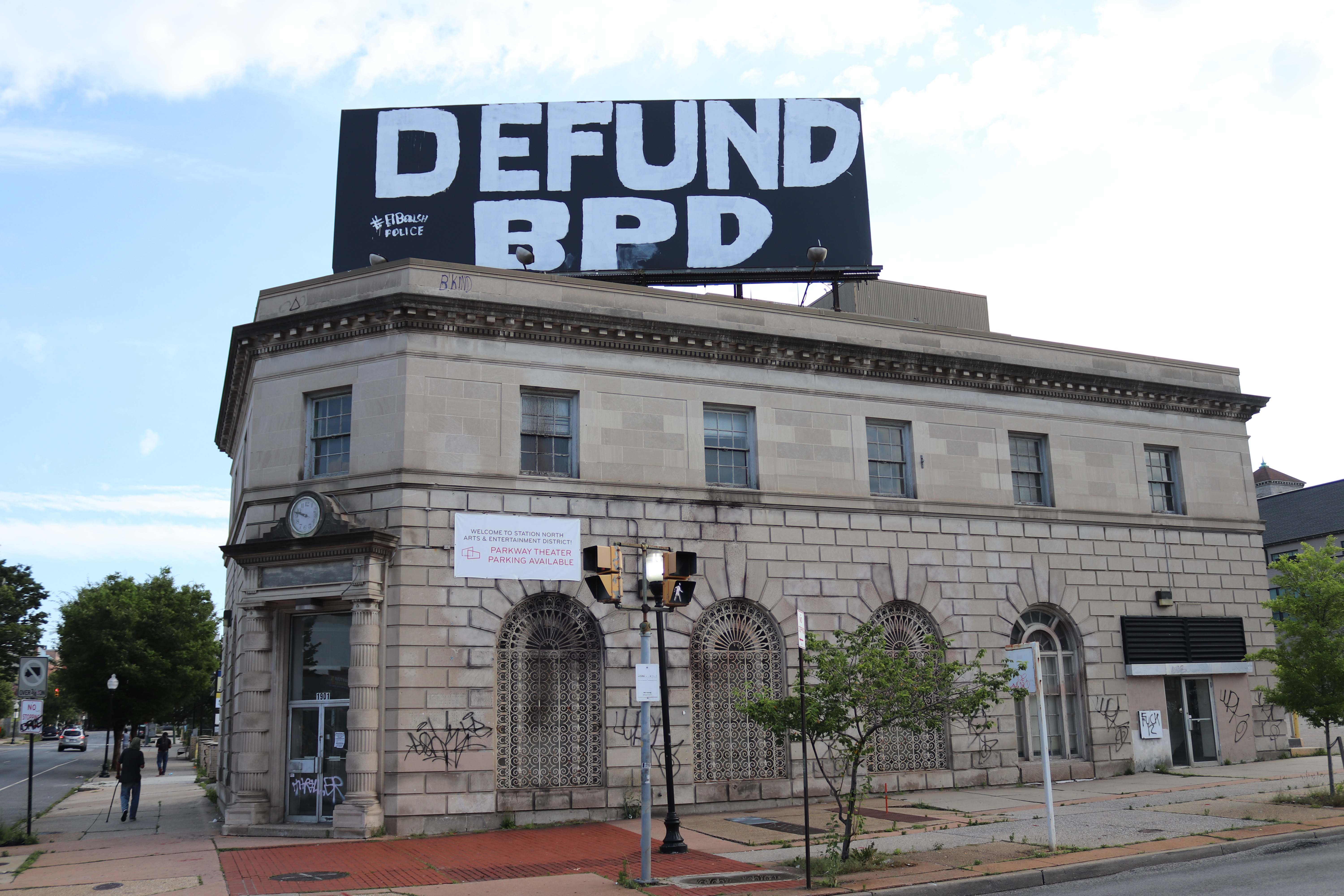
بیلبوردی که خواستار قطع بودجه اداره پلیس بالتیمور در اول ژوئیه است

نظرسنجی یوگاو با تحقیقات میدانی در تاریخ ۲۹ تا ۳۰ مه ۲۰۲۰ نشان داد که کمتر از ۲۰٪ از بزرگسالان آمریکایی از کاهش بودجه پلیس پشتیبانی می‌کنند، و سطح حمایت‌ها در میان جمهوریخواهان و دموکرات‌ها مشابه است.